# بلاتورن
بلاتورن (بالإنجليزية: Platthorn)‏ هو أحد جبال سلسلة جبال الألب بينيني ويقع في كانتون فاليز في سويسرا. يحتل المرتبة رقم 116 في قائمة جبال سويسرا من حيث الارتفاع، إذ يبلغ ارتفاعه حوالي 3246 متر، بينما يبلغ ارتفاع نتوء الجبل 361 متر.